# DFB-Jugend-Kicker-Pokal 1992/93
Der DFB-Jugend-Kicker-Pokal 1993 war die 7. Auflage dieses Wettbewerbes. Sieger wurde der 1. FC Nürnberg, der im Finale Gastgeber FC Schalke 04 mit 2:1 besiegte.

## Teilnehmende Mannschaften
Am Wettbewerb nahmen die Juniorenpokalsieger bzw. dessen Vertreter aus den 21 Landesverbänden des DFB teil:
| Regionalverband Nord                                                                                                 | Regionalverband West                                                                                      | Regionalverband Südwest                                                                     | Regionalverband Süd | Regionalverband Nordost |
| --- | --- | ------------------------------------------------------------------------------------------- | --- | --- |
| - Schleswig-Holstein: TSB Flensburg - Hamburg: FC St. Pauli - Bremen: OSC Bremerhaven - Niedersachsen: VfL Wolfsburg | - Westfalen: FC Schalke 04 - Mittelrhein: TSV Bayer 04 Leverkusen - Niederrhein: Borussia Mönchengladbach | - Rheinland: Eisbachtaler Sportfreunde - Südwest: 1. FSV Mainz 05 - Saarland: FC 08 Homburg | - Hessen: Rot-Weiss Frankfurt - Baden: Karlsruher FV - Südbaden: Freiburger FC - Württemberg: VfL Sindelfingen - Bayern: 1. FC Nürnberg | - Mecklenburg-Vorpommern: SV Teterow 90 - Brandenburg: FC Energie Cottbus - Berlin: Hertha BSC - Sachsen-Anhalt: SV Germania Wernigerode - Thüringen: FC Rot-Weiß Erfurt - Sachsen: 1. FC Dynamo Dresden |

## Vorrunde
| Gruppe Nord-West:   |                              |     |                         |
| So 06.06., 11:00    | Borussia Mönchengladbach     | 3:2 | TSV Bayer 04 Leverkusen |
| So 06.06., 11:00    | FC Energie Cottbus           | 3:6 | VfL Wolfsburg           |
| Gruppe Süd-Südwest: |                              |     |                         |
| So 06.06., 11:00    | 1. FSV Mainz 05              | 1:2 | VfL Sindelfingen        |
| So 06.06., 11:00    | Freiburger FC                | 3:2 | 1. FC Dynamo Dresden    |
| So 06.06., 11:00    | SV Germania 1916 Wernigerode | 1:6 | FC Rot-Weiß Erfurt      |

## Achtelfinale
| Gruppe Nord-West:   |                  |                       |                           |
| So 13.06., 11:00    | VfL Wolfsburg    | 3:0                   | SV Teterow 90             |
| So 13.06., 11:00    | OSC Bremerhaven  | 7:2                   | FC St. Pauli              |
| So 13.06., 11:00    | TSB Flensburg    | 1:5                   | FC Schalke 04             |
| So 13.06., 11:00    | Hertha BSC       | 2:2 n. V. (3:1 i. E.) | Borussia Mönchengladbach  |
| Gruppe Süd-Südwest: |                  |                       |                           |
| So 13.06., 11:00    | VfR Sindelfingen | 1:0                   | FC 08 Homburg             |
| So 13.06., 11:00    | 1. FC Nürnberg   | 5:0                   | Eisbachtaler Sportfreunde |
| So 13.06., 11:00    | Karlsruher FV    | 4:3 n. V.             | FC Rot-Weiß Erfurt        |
| So 13.06., 11:00    | Freiburger FC    | 3:1                   | SG Rot-Weiss Frankfurt    |

## Viertelfinale
| Gruppe Nord-West:   |                  |     |                 |
| So 20.06., 11:00    | VfL Wolfsburg    | 0:2 | OSC Bremerhaven |
| So 20.06., 11:00    | FC Schalke 04    | 2:0 | Hertha BSC      |
| Gruppe Süd-Südwest: |                  |     |                 |
| So 20.06., 11:00    | VfR Sindelfingen | 0:4 | 1. FC Nürnberg  |
| So 20.06., 11:00    | Karlsruher FV    | 6:2 | Freiburger FC   |

## Halbfinale
| Gruppe Nord-West:   |                 |     |               |
| So 27.06., 11:00    | OSC Bremerhaven | 1:6 | FC Schalke 04 |
| Gruppe Süd-Südwest: |                 |     |               |
| So 27.06., 11:00    | 1. FC Nürnberg  | 3:0 | Karlsruher FV |

## Finale
| Paarung        | FC Schalke 04 – 1. FC Nürnberg |
| Ergebnis       | 1:2 (0:1) |
| Datum          | 2. Juli 1993 |
| Stadion        | Glückauf-Kampfbahn, Gelsenkirchen |
| Zuschauer      | 4.000 |
| Schiedsrichter | Georg Dardenne (Mechernich) |
| Tore           | 0:1 Mustafa Özkan (14.) 0:2 Theodor Parastatidis (52.) 1:2 Sergej Dikthjar (73.) |
| FC Schalke 04  | Abi Chargui – Igor Lissak – Frank Bläker, Daniel Beckmann – Mindaugas Balvocius, Vartan Daldalian, Sergej Dikthjar, Tomas Daumantas (85. Stefan Blank), Rentmeister (55. Rafael Arlet) – Til Bettenstaedt, Miguel Pereira Cheftrainer: Klaus Fichtel |
| 1. FC Nürnberg | Christoph Müller – Holger Seitz – Christian Führling, Markus Brand – Peter Jenkner (76. Lefti Tioutius), Sascha Licht, Steffen Herzog, Fredi Skurka, Tobias Maus – Mustafa Özkan, Theodor Parastatidis (86. Jochen Herzig) Cheftrainer: Peter Gebele |
| Gelbe Karten   | Lissak, Dikthiar, Daldanian – Jenkner, Parastatidis |